# Yaya Mavundla
Yaya Mavundla (Untunjambili, 1 de agosto de 1988)  es una activista transgénero, curadora, periodista, publicista, influencer, diseñadora de moda y artista multidisciplinaria sudafricana.
Su obra, que ha recibido numerosos premios y se ha expuesto en Sudáfrica y Suiza,   da visibilidad a la vida y las voces de las personas trans, buscando ofrecer referentes con los que puedan identificarse y sentir que su existencia es válida.

## Biografía
Yaya Mavundla nació en Sudáfrica en 1988. Se hizo conocida después de su participación en el reality show Becoming,   que retrató las vidas de cuatro personas transgénero: Gina Sokoyi, Ramazan Ngobese, Yaya Mavundla y Gugu Kumalo, los obstáculos que enfrentaron y cómo terminaron enfrentándolos. 
Además de activista, tiene una línea de ropa llamada Queer Comfort, y también ha sido responsable de la curaduría individual de exposiciones notables como Black, Trans & Bold, que promueve las identidades queer a través del arte y la moda, que se inauguró el Día de la Mujer en Constitution Hill, Johannesburgo.  
Como publicista, ha trabajado con figuras renombradas como el fotógrafo y activista visual Prof. Sir Zanele Muholi, los diseñadores Quiteria & George, la Galería de Arte de Durban, el Banco de Arte de Sudáfrica y el artista Lerato Kganyago. 

## Premios y reconocimientos
Yaya ha acumulado una serie de premios y honores que resaltan su visibilidad e influencia en la comunidad LGBTQI+, como Mejor Individuo con Estilo en The Feather Awards XV, en 2023,  considerado el máximo galardón para la comunidad LGBTI en África. También fue galardonada como Musa de la Moda del Año en 2021 por el Sowetan's Woman's Club Trendsetter/Influencer del Año.  
En noviembre de 2024, fue anfitriona de la primera edición de los Premios Internacionales del Orgullo, en Ciudad del Cabo, Sudáfrica, un evento que honró a las personas que contribuyeron y continúan contribuyendo a la igualdad LGBTQI+. 
En 2024, fue la imagen de una marca de condones en la campaña Salud Sexual e Inclusión. 